# Johndre Jefferson
Johndre Leon Jefferson (Santee, 30 novembre 1988) è un cestista statunitense naturalizzato centrafricano.

## Carriera
Cresciuto cestisticamente nella Lake Marion High School, passa poi a giocare con la società universitaria di Northwest Florida State. Nel 2009 si accasa per due anni al University of South Carolina. Nella stagione 2011-2012 si trasferisce in Europa giocando per la società slovacca del Iskra Svit. Nella stagione 2012-2013 si trasferisce nella National League israeliana (secondo serie) nazionale, giocando per il Maccabi Kiryat Gat dove disputa solamente cinque partite. Passa poi ai connazionali del Elitzur Ramla dove nelle 25 gare seguenti ritocca ulteriormente verso l’alto le sue stats. (17,0 punti, 13,9 rimbalzi e 2,9 stoppate).
Dopo una breve parentesi in D-League a Salem, Johndre approda nell'estate 2013 in Italia a Mantova, dove resterà un anno e mezzo, conquistando sul campo la promozione in LegaDue con la Pallacanestro Mantovana, per poi mettersi l'anno successivo in evidenza nella Serie A2 italiana, con una prima metà stagione da 14,1 punti, 9,5 rimbalzi e 1,3 stoppate. Nel febbraio 2015 si trasferisce in Serie A giocando con la maglia di Pallacanestro Varese con cui disputa 12 incontri di serie A (tra cui la gara persa dai biancorossi per 86-72 al PalaTrento) a 11,8 punti, 8,6 rimbalzi e 1,0 stoppate di media. Guadagnatosi sul campo lo status di giocatore di spessore europeo. Nell’estate 2015 ottiene un ingaggio importante nel campionato turco, dove con il Torku Konyaspor, gioca 26 match a 10,2 punti e 6,2 rimbalzi di media.
Il 21 luglio 2016, fa ritorno dopo un anno nel campionato italiano, giocando nella massima serie italiana per l'Aquila Basket Trento..
Dopo aver rescisso il contratto con Trento, il 25 febbraio Jefferson passa nella seconda serie turca, firmando con l'Afyonkarahisar Belediyespor.
Il 30 luglio 2017, Jefferson si trasferisce in Libano, firmando con lo Champville, squadra della Lebanese Basketball League, lasciando però la squadra già ad ottobre dello stesso anno.
Il 1 ottobre 2018, Jefferson firma con il Cibona Zagabria.

## Statistiche

### Nazionale
L'8 marzo 2018 viene naturalizzato centrafricano, partecipando così alle qualificazioni per il mondiale 2019.
| Cronologia completa delle presenze e dei punti in Nazionale - Rep. Centrafricana | Cronologia completa delle presenze e dei punti in Nazionale - Rep. Centrafricana | Cronologia completa delle presenze e dei punti in Nazionale - Rep. Centrafricana | Cronologia completa delle presenze e dei punti in Nazionale - Rep. Centrafricana | Cronologia completa delle presenze e dei punti in Nazionale - Rep. Centrafricana | Cronologia completa delle presenze e dei punti in Nazionale - Rep. Centrafricana | Cronologia completa delle presenze e dei punti in Nazionale - Rep. Centrafricana | Cronologia completa delle presenze e dei punti in Nazionale - Rep. Centrafricana |
| Data                                                                             | Città                                                                            | In casa                                                                          | Risultato                                                                        | Ospiti                                                                           | Competizione                                                                     | Punti                                                                            | Note                                                                             |
| -------------------------------------------------------------------------------- | -------------------------------------------------------------------------------- | -------------------------------------------------------------------------------- | -------------------------------------------------------------------------------- | -------------------------------------------------------------------------------- | -------------------------------------------------------------------------------- | -------------------------------------------------------------------------------- | -------------------------------------------------------------------------------- |
| 29-6-2018                                                                        | Dakar                                                                            | Rep. Centrafricana                                                               | 82 - 91                                                                          | Senegal                                                                          | Qual. Mondiali 2019                                                              | 13                                                                               |                                                                                  |
| 30-6-2018                                                                        | Dakar                                                                            | Mozambico                                                                        | 63 - 72                                                                          | Rep. Centrafricana                                                               | Qual. Mondiali 2019                                                              | 11                                                                               |                                                                                  |
| 1-7-2018                                                                         | Dakar                                                                            | Rep. Centrafricana                                                               | 69 - 60                                                                          | Costa d'Avorio                                                                   | Qual. Mondiali 2019                                                              | 8                                                                                |                                                                                  |
| 14-9-2018                                                                        | Lagos                                                                            | Rep. Centrafricana                                                               | 65 - 66                                                                          | Mali                                                                             | Qual. Mondiali 2019                                                              | 12                                                                               |                                                                                  |
| 15-9-2018                                                                        | Lagos                                                                            | Nigeria                                                                          | 114 - 69                                                                         | Rep. Centrafricana                                                               | Qual. Mondiali 2019                                                              | 5                                                                                |                                                                                  |
| 16-9-2018                                                                        | Lagos                                                                            | Ruanda                                                                           | 61 - 68                                                                          | Rep. Centrafricana                                                               | Qual. Mondiali 2019                                                              | 8                                                                                |                                                                                  |
| 22-2-2019                                                                        | Treichville                                                                      | Mali                                                                             | 57 - 75                                                                          | Rep. Centrafricana                                                               | Qual. Mondiali 2019                                                              | 8                                                                                |                                                                                  |
| 23-2-2019                                                                        | Treichville                                                                      | Rep. Centrafricana                                                               | 59 - 72                                                                          | Nigeria                                                                          | Qual. Mondiali 2019                                                              | 16                                                                               |                                                                                  |
| 24-2-2019                                                                        | Treichville                                                                      | Rep. Centrafricana                                                               | 77 - 69                                                                          | Ruanda                                                                           | Qual. Mondiali 2019                                                              | 11                                                                               |                                                                                  |
| 23-2-2024                                                                        | Il Cairo                                                                         | Egitto                                                                           | 76 - 61                                                                          | Rep. Centrafricana                                                               |                                                                                  | 5                                                                                |                                                                                  |
| 24-2-2024                                                                        | Il Cairo                                                                         | Rep. Centrafricana                                                               | 67 - 93                                                                          | Costa d'Avorio                                                                   |                                                                                  | 4                                                                                |                                                                                  |
| 25-2-2024                                                                        | Il Cairo                                                                         | Rep. Centrafricana                                                               | 69 - 76                                                                          | Madagascar                                                                       |                                                                                  | 14                                                                               |                                                                                  |
| Totale                                                                           |                                                                                  | Presenze                                                                         | 12                                                                               |                                                                                  | Punti                                                                            | 115                                                                              |                                                                                  |